# Run-D.M.C.
Run DMC var en amerikansk hiphop gruppe fra Queens, New York.
Gruppen blev dannet af de tre medlemmer Joseph "Run" Simmons, Darryl "D.M.C." McDaniels, og Jason "Jam-Master Jay" Mizell.
Gruppen er anerkendt som en af de mest indflydelsesrige hiphop grupper nogensinde. Gruppen havde sin storhedstid i 1980'erne. 
I 2007 hædrede MTV gruppen som Greatest Hip Hop Group of All Time. I 2009 kom hiphop trioen i Rock and Roll Hall. 
Debutalbummet Run-D.M.C. udkom i 1984. 
Det seneste album Crown Royal udkom i 2001.

## Diskografi

### Albums
- Run D.M.C. (1984)
- King of Rock (1985)
- Rasing Hell (1986)
- Tougher Than Leather (1988)
- Back from Hell (1990)
- Down with the King (1993)
- Crown Royal (2001)